# Cephaloscyllium parvum
Cephaloscyllium parvum es una especie de peces de la familia Scyliorhinidae en el orden de los Carcharhiniformes.

## Hábitat
Es un pez de mar y de clima tropical.

## Distribución geográfica
Se encuentra en el Mar de la China Meridional.